# Zamarada ilaria
Zamarada ilaria är en fjärilsart som beskrevs av Swinhoe 1904. Zamarada ilaria ingår i släktet Zamarada och familjen mätare. Inga underarter finns listade i Catalogue of Life.